# Liste der Innenminister Nigers
Die Liste der Innenminister Nigers ist nach Tabellenspalten sortierbar. Sie umfasst alle Innenminister Nigers seit der Einführung des Amts am 23. September 1958 sowie alle jeweiligen beigeordneten Minister und Staatssekretäre.

## Liste
| Name                             | Ge- schlecht | Funktion | von        | bis        | Beigeordnete Minister und Staatssekretäre |
| -------------------------------- | ------------ | --- | ---------- | ---------- | --- |
| Adamou Mayaki                    | ♂            | Minister für Inneres | 23.09.1958 | 20.12.1958 | |
| Yansambou Maïga Diamballa        | ♂            | Minister für Inneres; ab 17.08.1972: Staatsminister, zuständig für Inneres | 20.12.1958 | 15.04.1974 | Staatssekretär für Inneres: Mouddour Zakara (von 03.01.1959 bis 31.12.1960), Garba Katambé (von 26.11.1970 bis 17.08.1972), Boubacar Moussa (ab 17.08.1972) |
| Sani Souna Sido                  | ♂            | Minister für Inneres, Minister für Bergbau und Wasserwirtschaft | 22.04.1974 | 08.06.1974 | |
| Seyni Kountché (erste Amtszeit)  | ♂            | Vorsitzender des Obersten Militärrats, Minister für Inneres, Minister für Landesverteidigung | 08.06.1974 | 30.11.1974 | Staatssekretär für Inneres: Alou Harouna |
| Idrissa Arouna                   | ♂            | Minister für Inneres, Minister für öffentlichen Dienst und Arbeit | 30.11.1974 | 03.06.1975 | Staatssekretär für Inneres: Alou Harouna |
| Seyni Kountché (zweite Amtszeit) | ♂            | Vorsitzender des Obersten Militärrats, Staatschef, Minister für Inneres, Minister für Landesverteidigung | 03.06.1975 | 21.02.1976 | Staatssekretär für Inneres: Alou Harouna |
|                                  |              | (nicht vergeben) | 21.02.1976 | 07.06.1976 | Beigeordneter Minister der Präsidentschaftskanzlei für Inneres: Alou Harouna |
| Mamadou Diallo Sory              | ♂            | Minister für Inneres | 07.06.1976 | 10.09.1979 | |
| Mamadou Tandja (erste Amtszeit)  | ♂            | Minister für Inneres | 10.09.1979 | 31.08.1981 | Staatssekretär für Inneres: Abdou Mallam Moussa |
| Seyni Kountché (dritte Amtszeit) | ♂            | Vorsitzender des Obersten Militärrats, Staatschef, Minister für Landesverteidigung, Minister für Inneres | 31.08.1981 | 10.11.1987 | Beigeordneter Minister für Inneres: Amadou Fiti Maïga (ab 24.01.1983); Staatssekretär für Inneres: Amadou Fiti Maïga (von 09.11.1981 bis 24.01.1983), Abdoulaye Khamed (von 23.09.1985 bis 07.09.1987), Brigi Rafini (ab 07.09.1987) |
| Ali Saïbou                       | ♂            | Vorsitzender des Obersten Militärrats, Staatschef, Minister für Landesverteidigung, Minister für Inneres; ab 19. Mai 1989: Vorsitzender des Hohen Rats für nationale Orientierung, Minister für Landesverteidigung, Minister für Inneres | 20.11.1987 | 20.12.1989 | Beigeordneter Minister für Inneres: Amadou Fiti Maïga (bis 19.05.1989), Attaher Darkoye (ab 19.05.1989); Staatssekretär für Inneres: Brigi Rafini (bis 20.11.1987), Boukar Elhadji Ousmane (von 20.11.1987 bis 15.07.1988) |
| Amadou Madougou                  | ♂            | Minister für Inneres | 20.12.1989 | 02.03.1990 | |
| Mamadou Tandja (zweite Amtszeit) | ♂            | Minister für Inneres | 02.03.1990 | 07.11.1991 | |
| Mohamed Moussa                   | ♂            | Minister für Inneres | 07.11.1991 | 27.03.1992 | Staatssekretär für Inneres: Ibrahim Komma |
| Rabiou Galadima Daouda           | ♂            | Minister für Inneres | 27.03.1992 | 23.04.1993 | Staatssekretär für Inneres: Badroum Mouddour |
| Ousmane Oumarou                  | ♂            | Minister für Inneres | 23.04.1993 | 05.10.1994 | Staatssekretär beim Minister für Inneres, zuständig für öffentliche Sicherheit: Issoufou Katambé |
|                                  |              | (nicht vergeben) | 05.10.1994 | 25.02.1995 | |
| Moussa Ibrahim                   | ♂            | Minister für Inneres und Raumordnung | 25.02.1995 | 01.02.1996 | |
| Idi Ango Omar                    | ♂            | Minister für Inneres und Raumordnung | 01.02.1996 | 01.12.1997 | Staatssekretär für Inneres: Attaher Abdoulmoumine (bis 13.06.1997) |
| Souley Abdoulaye                 | ♂            | Minister für Inneres | 01.12.1997 | 16.04.1999 | Staatssekretär beim Minister für Inneres und Raumordnung, zuständig für Raumordnung: Moussa Douramane |
| Moumouni Boureima                | ♂            | Minister für Inneres und Raumordnung | 16.04.1999 | 20.07.1999 | |
| Ali Aga Dan Kaoura               | ♂            | Minister für Inneres und Raumordnung | 20.07.1999 | 05.01.2000 | |
| Mahamane Manzo                   | ♂            | Minister für Inneres und Raumordnung | 05.01.2000 | 17.09.2001 | |
| Mamane Laouali Amadou            | ♂            | Minister für Inneres und Dezentralisierung | 17.09.2001 | 09.11.2002 | |
| Albadé Abouba (erste Amtszeit)   | ♂            | Minister für Inneres und Dezentralisierung | 09.11.2002 | 30.12.2004 | |
| Mounkaïla Modi                   | ♂            | Minister für Inneres und Dezentralisierung | 30.12.2004 | 01.03.2007 | |
| Albadé Abouba (zweite Amtszeit)  | ♂            | Minister für Inneres und Dezentralisierung; ab 09.06.2007: Staatsminister, Minister für Inneres, öffentliche Sicherheit und Dezentralisierung                                                                                            | 01.03.2007 | 01.03.2010 | |
| Cissé Ousmane                    | ♂            | Minister für Inneres, Sicherheit, Dezentralisierung und religiöse Angelegenheiten | 01.03.2010 | 21.04.2011 | |
| Abdou Labo                       | ♂            | Staatsminister, Minister für Inneres, öffentliche Sicherheit, Dezentralisierung und religiöse Angelegenheiten | 21.04.2011 | 13.08.2013 | |
| Hassoumi Massoudou               | ♂            | Minister für Inneres, öffentliche Sicherheit, Dezentralisierung und gewohnheitsrechtliche und religiöse Angelegenheiten | 13.08.2013 | 11.04.2016 | Beigeordneter Minister für Dezentralisierung und gewohnheitsrechtliche und religiöse Angelegenheiten: Mohamed Sanoussi Elhadji Samro |
| Mohamed Bazoum                   | ♂            | Staatsminister, Minister für Inneres, öffentliche Sicherheit, Dezentralisierung und gewohnheitsrechtliche und religiöse Angelegenheiten                                                                                                  | 11.04.2016 | 29.06.2020 | Beigeordnete Ministerin beim Staatsminister, Minister für Inneres, öffentliche Sicherheit, Dezentralisierung und gewohnheitsrechtliche und religiöse Angelegenheiten, zuständig für Dezentralisierung: Hadiza Alfari Saley (bis 19.10.2016), Maïzoumbou Hapsatou Idrissa (ab 19.10.2016); Beigeordneter Minister beim Staatsminister, Minister für Inneres, öffentliche Sicherheit, Dezentralisierung und gewohnheitsrechtliche und religiöse Angelegenheiten, zuständig für öffentliche Sicherheit: Alkaché Alhada (ab 20.09.2019) |
| Alkaché Alhada                   | ♂            | Staatsminister, Minister für Inneres, öffentliche Sicherheit, Dezentralisierung und gewohnheitsrechtliche und religiöse Angelegenheiten; ab 07.04.2021: Minister für Inneres und Dezentralisierung                                       | 29.06.2020 | 29.11.2021 | Beigeordnete Ministerin beim Staatsminister, Minister für Inneres, öffentliche Sicherheit, Dezentralisierung und gewohnheitsrechtliche und religiöse Angelegenheiten, zuständig für Dezentralisierung: Maïzoumbou Hapsatou Idrissa (bis 07.12.2020), Ibrahim Maguina Zeinabou (von 07.12.2020 bis 07.04.2021); Beigeordneter Minister beim Minister für Inneres und Dezentralisierung, zuständig für Dezentralisierung: Dardaou Zaneidou (ab 07.04.2021)                                                                            |
| Hamadou Adamou Souley            | ♂            | Minister für Inneres und Dezentralisierung | 29.11.2021 | 26.07.2023 | Beigeordneter Minister beim Minister für Inneres und Dezentralisierung, zuständig für Dezentralisierung: Dardaou Zaneidou |
| Mohamed Toumba                   | ♂            | Staatsminister, Minister für Inneres, öffentliche Sicherheit und Territorialverwaltung | 09.08.2023 |            | |